# Bond University
Die Bond University ist, obwohl sie erst 1987 gegründet wurde, die erste Privatuniversität in Australien. Der Campus liegt in Robina, einem Stadtteil der Stadt Gold Coast im Südosten des australischen Bundesstaats Queensland. Die Universität ist besonders für ihre rechtswissenschaftliche Ausbildung renommiert und gehört im Bereich „Graduate Employment Rate“ landesweit zu den drei besten Universitäten. Zudem belegte die Universität im nationalen Ranking zuletzt in acht von vierzehn Bereichen den ersten Platz.
Die Universität wurde 1987 vom australischen Unternehmer Alan Bond gegründet und bekam ihren Status als Universität durch ein eigenes Gesetz verliehen, den Bond University Act 1987 von Queensland. 1989 begannen 322 Personen ihr Studium an der Hochschule. Eine Besonderheit ist die hohe Internationalität. Fast die Hälfte aller Studenten stammen nicht aus Australien. Vergleicht man die Anzahl der internationalen Studenten mit denen der anderen australischen Hochschulen, liegt die Bond University deutlich über dem Durchschnitt.
Im Jahr 2018 schnitt die Hochschule bei einer Untersuchung vom Good Universities Guide in verschiedenen Bereichen mit der Bestnote ab. Das Studium kann jährlich drei Mal aufgenommen werden, da die vorlesungsfreie Zeit entweder verkürzt oder vollkommen ausgelassen wird. Studienbeginn ist in den Monaten Januar, Mai und September. Insgesamt verfügt die Bond University über vier Fakultäten, ein Institut und ein College. Zu den vier Fachbereichen gehören Business and Information Technology, Health Sciences and Medicine, Humanities and Social Sciences und Law. Das Institute of Sustainable Development and Architecture setzt sich aus zwei Schulen zusammen, an denen man nachhaltige Entwicklung und Architektur studieren kann. Das Bond College ermöglicht den Quereinstieg. In diesem können fehlende Sprachkenntnisse in Englisch sowie weitere Qualifikationen erworben werden.

## Zahlen zu den Studierenden
2020 waren 5.594 Studierende an der Bond University eingeschrieben (2016: 6.123, 2017: 6.178, 2018: 6.328, 2019: 6.176). 2.246 davon (40,2 %) hatten noch keinen ersten Abschluss, 2.091 davon waren Bachelorstudenten. 2.759 (49,3 %) hatten bereits einen ersten Abschluss und 264 davon arbeiteten in der Forschung. 2.953 (52,8 %) der Studenten waren weiblich und 2.639 (47,2 %) waren männlich. 2007 waren es insgesamt 2.850 Studierende gewesen, 2011 etwa 5.500 und 2012 etwa 3.800.

## Sexuelle Belästigung/sexuelle Missbräuche und Sicherheit
Eine nationale Untersuchung der Australian Human Rights Commission ergab 2017, dass Bond die relativ meisten Missbräuche von Studenten durch Mitarbeiter der Universität sowie unter den Universitäten in Queensland die höchste Anzahl sexueller Belästigung/sexueller Missbräuche auf dem Campus aufwies. Gemäß diesem Bericht liegt die Missbrauchsrate 12 % über dem nationalen Durchschnitt. Der Vizekanzler bezeichnete dies als „Weckruf“ und rief zu einem grundsätzlichen Umdenken auf.